# L'Orage (chanson de France Gall)
Pour les articles homonymes, voir L'Orage.
Singles de France Gall
24/36
(1969) Homme tout petit
(1969)
Singles de Gigliola Cinquetti
Giuseppe in Pennsylvania / Come una foglia
(1968) Romantico blues / Ti amo lo stesso
(1970)
L'Orage est une chanson de France Gall. Elle est initialement parue en 1969 sur un EP. Quelques années plus tard, la chanson a été incluse dans l'album France Gall (1973),.
C'est une adaptation française de la chanson La pioggia interprétée par Gigliola Cinquetti lors du Festival de Sanremo plus tôt dans la même année,.

## Liste des pistes
EP 7" 45 tours Homme tout petit / L'Orage (La Pioggia) / Les Gens bien élevés / L'hiver est mort (1969, La Compagnie EP 102, France)
A1. Homme tout petit (2:38)
A2. L'Orage (La Pioggia) (2:45)
B1. Les Gens bien élevés (2:20)
B2. L'hiver est mort (3:00)
Single 7" 45 tours (1969, Jupiter JP 1177, Canada)

Single 7" 45 tours (1969, Vogue VB. 101, Belgique)
1. L'Orage (2:45)
2. Homme tout petit (2:38)[1]

## Classements
Homme tout petit / L'Orage (La Pioggia) / Les Gens bien élevés,,
| Classement (1969)                       | Meilleure position |
| --------------------------------------- | ------------------ |
| Belgique (Flandre Ultratop 50 Singles)  | 17                 |
| Belgique (Wallonie Ultratop 50 Singles) | 3                  |